# 皇娘娘台遗址
皇娘娘台遗址，位于中国甘肃省武威市凉州区，又称凉州尹夫人台，新石器時代中晚期齐家文化重要遗址之—，为一个省级文物保护单位，类型为古遗址。
皇娘娘台遗址的历史年代为青铜时代。
涼州皇娘娘台遺址是甘肅近四十年前正式發掘的三大齊家文化遺址之一，但因為興建劉家峽水庫，秦魏家遺址和大何莊遺址已被永久淹沒。